# Таун-енд-Кантрі (Міссурі)
Таун-енд-Кантрі (англ. Town and Country) — місто (англ. city) в США, в окрузі Сент-Луїс штату Міссурі. Населення — 11 640 осіб (2020).

## Географія
Таун-енд-Кантрі розташований за координатами 38°37′54″ пн. ш. 90°28′44″ зх. д. / 38.63167° пн. ш. 90.47889° зх. д. (38.631733, -90.479011).  За даними Бюро перепису населення США в 2010 році місто мало площу 30,25 км², уся площа — суходіл.

## Демографія
Згідно з переписом 2010 року, у місті мешкало 10 815 осіб у 3591 домогосподарстві у складі 2798 родин. Густота населення становила 358 осіб/км².  Було 3871 помешкання (128/км²).
Расовий склад населення:
| - 87,8 % — білих - 7,5 % — азіатів - 2,6 % — чорних або афроамериканців - 0,1 % — вихідців з тихоокеанських островів - 0,1 % — корінних американців |

До двох чи більше рас належало 1,6 %. Частка іспаномовних становила 1,7 % від усіх жителів.
За віковим діапазоном населення розподілялося таким чином: 21,9 % — особи молодші 18 років, 55,0 % — особи у віці 18—64 років, 23,1 % — особи у віці 65 років та старші. Медіана віку мешканця становила 48,6 року. На 100 осіб жіночої статі у місті припадало 86,8 чоловіків;  на 100 жінок у віці від 18 років та старших — 81,1 чоловіків також старших 18 років.
Середній дохід на одне домашнє господарство  становив 253 643 долари США (медіана — 161 477), а середній дохід на одну сім'ю — 286 610 доларів (медіана — 186 159). Медіана доходів становила 155 431 долар для чоловіків та 82 212 долари для жінок. За межею бідності перебувало 3,0 % осіб, у тому числі 0,4 % дітей у віці до 18 років та 5,7 % осіб у віці 65 років та старших.
Цивільне працевлаштоване населення становило 4676 осіб. Основні галузі зайнятості: освіта, охорона здоров'я та соціальна допомога — 35,0 %, фінанси, страхування та нерухомість — 15,7 %, науковці, спеціалісти, менеджери — 13,5 %.